# Karolina Emilia Lubomirska
Karolina, Emilia Lubomirska herbu Drużyna (ur. 8 lutego 1878 we  Lwowie, zm. w 1940 w Charzewicach) – polska księżna.

## Życiorys
Córka Hieronima Adama Lubomirskiego i Felicji Lubomirskiej. Siostra Jerzego Ignacego Lubomirskiego.
Po urodzeniu przebywała w Rożubowicach, i majątku rodzinnym w Charzewicach. Po wybudowaniu w 1888 zamku przez ojca w Bakończycach, rodzina przeniosła się do zamku. Na mocy testamentu ojca, po jego śmierci w 1909 została właścicielką Bakończyc i majątku w Miżyńcu wraz z m. Brylińce, Dziewięczyce, Jaksmanice, Pikulice, Rożubowice z gruntami o powierzchni 4370 ha.   
Po wybuchu I wojny  wyjechała z bratem i rodzicami do Wiednia. Bakończyce znalazły się w obrębie twierdzy przemyskiej, a działania wojenne spowodowały pożar pałacu. W okresie międzywojennym księżna poświęciła się całkowicie odbudowie pałacu po zniszczeniach I wojny. Niedostatek środków finansowych sprawił, iż pałac nigdy nie został doprowadzony do stanu zgodnego z zamierzeniami. Udzielała się w działalności charytatywnej w przemyskiej „Caritas”, której była honorowym prezesem, wspomagała również przemyskie sierocińce i ochronki dostarczając im żywność z folwarku. Po wybuchu II wojny światowej księżna, opuściła Bakończyce i zamieszkała w Charzewicach, w pałacu swego brata Jerzego Ignacego Lubomirskiego, drugiego i ostatniego ordynata rozwadowskiego. Zmarła bezpotomnie w 1940 i została pochowana w rodzinnej nekropolii, w krypcie rozwadowskiego kościoła kapucynów.   